# 南燕

南燕
燕

南燕（SOUTHERN　YAN）と周辺諸国（406年）

南燕（なんえん、398年 - 410年）は、五胡十六国時代に鮮卑慕容部の慕容徳によって建てられた国。国号は燕。

## 歴史

### 建国期
南燕の始祖慕容徳は前燕の皇族で、370年11月に前燕が前秦の苻堅により滅ぼされた際、甥の皇帝慕容暐と共に長安に連行され、前秦の奮威将軍として仕えた。383年の淝水の戦いでも前秦軍の将軍として参戦している。しかしこの戦いで前秦軍は東晋軍に大敗し、以後華北における前秦の支配力が動揺した。
慕容徳はこれに伴い、兄の慕容垂に従って後燕の建国に寄与し、その政権中枢で重用された。396年4月に慕容垂が死去すると、兄の四男慕容宝が即位し、車騎大将軍・冀州牧として後燕南部の政治と軍事を任されて鄴（河南省臨漳県）に鎮した。ところが慕容垂の死で弱体化した後燕に対して北魏が侵攻を開始し、首都の中山に迫る勢いを見せた。さらに後燕内部では皇族の内紛が起こり、慕容詳、慕容宝の弟の慕容麟が反乱を起こすに至ったので、397年12月に慕容宝は中山を放棄して龍城（現在の遼寧省朝陽市）に遷都した。しかしこれより2ヶ月前の10月には中山で自立していた慕容麟も北魏の圧力を受けて中山を放棄して鄴に逃れ、慕容徳と合流した。なお、これにより後燕は中原の領土を完全に失った。
398年1月、慕容徳は滑台（現在の河南省滑県）に移って燕王を称し、正式に南燕を建国した。ただし後燕は存続していたため、その関係は非常に微妙であった。

### 全盛期
399年8月、慕容徳は広固（現山東省青州市）に遷都し、400年1月に皇帝に即位した。しかし南燕は国内では前秦の残党苻広の反乱、国外からは北魏と東晋の圧力を受けて苦しんだ。
また南燕は領域が山東半島だけの小国で人口も少なく、そのため慕容徳は戸籍を整備し、人材の登用を進める内政改革を行なった。当時、東晋では皇帝の権力が弱体化し、重臣の桓玄が楚を建てて皇帝から禅譲を行なうという事件が発生し、それに伴い劉裕が東晋を擁護して桓玄を敗死させるという内紛も起こったが、この内乱で東晋国内から南燕に亡命する流民が相次ぎ、人口が増加したのは大変好都合となった。またこの内紛に乗じて、慕容徳は東晋攻撃を計画したが、その直前に病に倒れた慕容徳は405年8月に死去した。

### 滅亡期
慕容徳の死後、第2代皇帝として即位したのは甥の慕容超であった。ところが慕容超は先代の重臣である慕容鍾らを排除し、内政改革には失敗して悪政を敷いたため、南燕からは人材が北魏や後秦に流出した。また、後秦に従属してその力を背景にして東晋攻撃という無謀な外征を行ない、409年2月には宿預を落として住民2500名を拉致するなど一時的に勢力を広げるも、3月には東晋の車騎将軍劉裕の反撃を受け、6月には広固が東晋軍に包囲された。慕容超は後秦に援軍を求めるも、後秦は夏と交戦中で送ることが不可能であり、410年2月に広固は陥落して慕容超は劉裕に捕縛され、南燕はわずか2代12年で滅亡した。
その後、慕容超は建康に連行されて劉裕により処刑された。

## 国内と影響
南燕は斉や魯の地を支配するだけの小国で、人口も少なかった。また、東晋の内紛で流民を受け入れて増加したとはいえ、それでも人口200万人、兵力37万人の小国でしかなかった。
南燕が東晋に攻め滅ぼされて山東半島が同国に占領された影響は大きく、東晋と三韓及び倭国との交通状況が改善されて「倭の五王」による大規模な遣使のきっかけになったとする見方もある。

## 南燕の君主
- 慕容徳（在位398年 - 400年） 燕王と称する。

1. 世宗献武帝（慕容徳、在位400年 - 405年） 皇帝と称する。
2. 北海王（慕容超、在位405年 - 410年）

## 元号
1. 建平（400年-405年）
2. 太上（405年-410年）